# Territoire de Belfort
Het Territoire de Belfort is een Frans departement in de regio Bourgogne-Franche-Comté.

## Geschiedenis
Het gebied rond de stad Belfort was onderdeel van de Sundgouw van Voor-Oostenrijk. Bij de Vrede van Westfalen in 1648 moest de keizer als gevolg Verdrag van Münster de Sundgouw aan Frankrijk afstaan. Dit gebied werd na de Franse Revolutie samen met het zuidelijke deel van de Elzas ingedeeld bij het departement Haut-Rhin.
Het gebied is ontstaan in 1871 als gevolg van het Verdrag van Frankfurt, dat de Frans-Duitse Oorlog beëindigde. Terwijl Duitsland volgens dit verdrag het grootste deel van de Elzas en een belangrijk deel van Lotharingen annexeerde, werd het uiterste zuidwesten van het departement Haut-Rhin rond de stad Belfort aan Frankrijk toegewezen. Er waren twee belangrijke redenen hiervoor:
- de bevolking rond Belfort was bijna geheel Franstalig, in tegenstelling tot de bevolking van de door het Duitse Keizerrijk geannexeerde gebieden;
- de stad Belfort had een heroïsche tegenstand geboden onder het bevel van kolonel Aristide Denfert-Rochereau ten tijde van het beleg door de Duitse troepen en het zou voor de Fransen ondenkbaar zijn dat deze stad na de oorlog deel van Duitsland zou worden.

Na de annexatie van Elzas-Lotharingen door Frankrijk als gevolg van het Vrede van Versailles na de Eerste Wereldoorlog werd het departement Haut-Rhin hesteld maar zonder het Territoire de Belfort dat zijn speciaal statuut behield tot in 1922 het Territoire de Belfort officieel het 90e Franse departement werd.

## Geografie
Het Territoire de Belfort grenst aan de departementen Doubs, Haute-Saône, Vosges en Haut-Rhin, alsmede aan het Zwitserse kanton Jura.
Het Territoire de Belfort bestaat uit één arrondissement:
- Arrondissement Belfort

Het Territoire de Belfort heeft 9 kantons:
- Kantons van Territoire de Belfort

Het Territoire de Belfort heeft 102 gemeenten:
- Lijst van gemeenten in het departement Territoire de Belfort

Binnen het departement is de Ballon d'Alsace de hoogste berg.

## Demografie
De inwoners van het Territoire de Belfort heten Belfortains, naar de stad Belfort.

### Demografische evolutie sinds 1962
| Naam                  | Index 1962 | Index 1968 | Index 1975 | Index 1982 | Index 1990 | Index 1999 | Index 2008 | Index 2019 |
| --------------------- | ---------- | ---------- | ---------- | ---------- | ---------- | ---------- | ---------- | ---------- |
| Territoire de Belfort | 100,0      | 108,3      | 117,1      | 120,7      | 122,6      | 125,6      | 129,8      | 129,2      |
| Frankrijk*            | 100,0      | 107,1      | 113,3      | 117,0      | 121,9      | 126,0      | 133,8      | 140,1      |

| Naam                  | Inw./km² 1962 | Inw./km² 1968 | Inw./km² 1975 | Inw./km² 1982 | Inw./km² 1990 | Inw./km² 1999 | Inw./km² 2008 | Inw./km² 2019 |
| --------------------- | ------------- | ------------- | ------------- | ------------- | ------------- | ------------- | ------------- | ------------- |
| Territoire de Belfort | 179,6         | 194,5         | 210,4         | 216,7         | 220,2         | 225,6         | 233,1         | 231,9         |
| Frankrijk*            | 84,2          | 90,1          | 95,4          | 98,5          | 102,7         | 106,1         | 112,7         | 119,7         |

Frankrijk* = exclusief overzeese gebieden
Bron: Recensement Populaire INSEE - 1962 tot 1999 population sans doubles comptes, nadien Population Municipale
Op 1 januari 2022 had Territoire de Belfort 140.082 inwoners.

### De 10 grootste gemeenten in het departement
| #  | Gemeente     | Aantal inwoners (2022) |
| -- | ------------ | ---------------------- |
| 1  | Belfort      | 45.646                 |
| 2  | Delle        | 5.677                  |
| 3  | Valdoie      | 5.193                  |
| 4  | Beaucourt    | 4.985                  |
| 5  | Bavilliers   | 4.641                  |
| 6  | Offemont     | 4.054                  |
| 7  | Danjoutin    | 3.531                  |
| 8  | Essert       | 3.382                  |
| 9  | Grandvillars | 2.963                  |
| 10 | Giromagny    | 2.897                  |

## Afbeeldingen

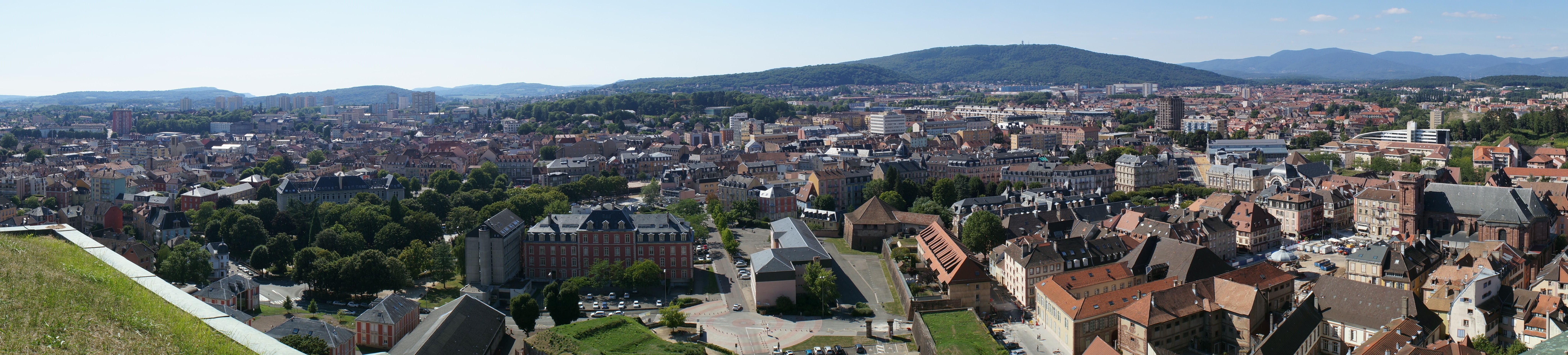
Gezicht op Belfort
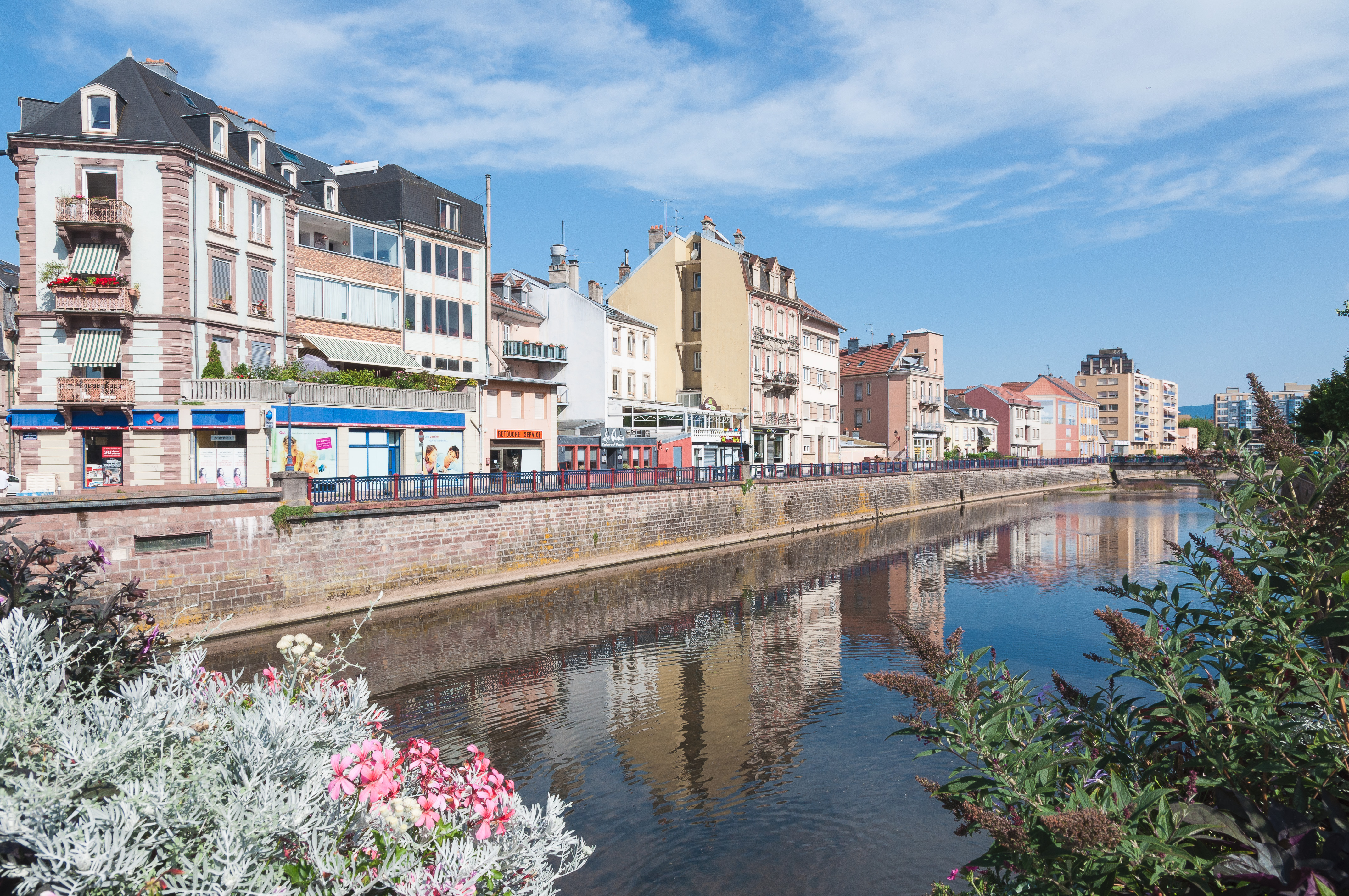
Quai Charles Vallet, Belfort